# 罗克珊·梅斯基达
罗克珊·梅斯基达（Roxane Mesquida，1981年10月1日—）是一位法国女演员、模特，住在洛杉矶。
梅斯基达生长在法国南部小镇勒普拉代。母亲Françoise Mesquida是法国/西班牙人，父亲是意大利/美国人，从未谋面。梅斯基达的英语和法语流利，也能说西班牙语、意大利语和德语。
1998年，她与伊莎貝·雨蓓合作演出班諾·賈克导演的《肉体学校》（L'École de la Chair）。后来，她演出了凯瑟琳·布雷利亚特的几部影片：《胖女孩》、《性是喜剧》以及《最后的情妇》（2006年）。
2006年，她与文森·卡索合作演出《撒旦》之后，就决定搬到美国。

## 个人生活
她住在西好莱坞的卓别林故居。
2011年2月，她与音乐家兼电影制片人弗雷德里克·达结婚。他们有一个女儿莉莉娅。